# Yuka Kato
Yuka Kato (n. 30 octombrie 1986, Toyokawa, Japonia) este o înotătoare japoneză, medaliată olimpică. A participat la 2 ediții ale Jocurilor Olimpice (2008, 2012) în care a câștigat o medalie de bronz.